# Кейш, Андрис
Андрис Кейш (также Кейшс, латыш. Andris Keišs; р. 26 ноября 1974) — латвийский актёр театра и кино. Действующий актёр Нового Рижского театра, также снимается в фильмах и телесериалах.

## Биография
В 1993 году окончил среднюю школу № 4 в Елгаве. В 1996 году сыграл свою первую роль в профессиональном театре. В 1997 окончил Латвийскую академию культуры, получив специальность — драматический актёр.
Является одним из ведущих актеров Нового Рижского театра. Успешно играл в русской и мировой классике: Остап Бендер в «12 стульях», Петр во «Власти тьмы», Протасов в «Живом трупе», Астров в «Дяде Ване», Ильин в «Пяти вечерах», Свидригайлов (по Достоевскому); Стэнли Ковальски в «Трамвае „Желание“».
Получил несколько наград как театральный актёр. Дважды был лауреатом премии «Ночь лицедеев»: в 2005 — «Лучший актёр» (за роль Ракитина в спектакле «Месяц в деревне», роль Стефана в спектакле «Лиза-Луиза») и в 2011 — «Актёр года» (за роль Отелло в спектакле «Отелло» режиссёра Мары Кимеле) и специальный приз от тайного мецената — «Восторг года».
За роли в кино был дважды награждён призом Латвийского Национального кинофестиваля «Большои Кристап» — «Лучший актёр» (в 2000 за главную роль в короткометражном фильме «Свадьба», и в 2012 за главную роль в фильме «Bозвращение сержанта Лапиньша».
Офицер ордена Трёх звёзд (2015).
Женат на латвийской оперной певице Кристине Задовской, у них двое совместных детей — близнецы Адамс и Магдалена

## Фильмография
| Год  | Фильм                         | Роль                               | Примечания                                        |
| ---- | ----------------------------- | ---------------------------------- | ------------------------------------------------- |
| 1997 | Цветок одного лета            | Вилис                              | многосерийный фильм                               |
| 1999 | Сладкий вкус яда              | Витолс                             |                                                   |
| 2000 | Свадьба                       | Юрис                               | короткометражный фильм                            |
| 2001 | По дороге уходя…              | Вилнис                             |                                                   |
| 2002 | Холостяки                     |                                    |                                                   |
| 2002 | Инспектор Граудс              | Эдгарс Граудс                      | телесериал                                        |
| 2005 | Падение                       | муж Алины                          |                                                   |
| 2007 | Не зная цены                  | Raimonds                           | телесериал                                        |
| 2007 | Защитники Риги                | Эрнест Савитскис                   |                                                   |
| 2009 | Охота                         | Гинтс                              |                                                   |
| 2010 | Возвращение сержанта Лапиньша | Крист Лапиньш                      |                                                   |
| 2010 | Латвийская роза               | Пимп                               |                                                   |
| 2010 | Наследство Рудольфа           |                                    |                                                   |
| 2011 | Kolka Cool                    | Гвидо                              |                                                   |
| 2011 | Забытый (Облдрамтеатр)        | Сухарев, майор контрразведки СМЕРШ | телесериал                                        |
| 2012 | Одинокий остров               | Зигис                              |                                                   |
| 2015 | Заря                          |                                    |                                                   |
| 2015 | Сын                           | Тимо Куусинен                      | телесериал                                        |
| 2016 | Gūtenmorgens и Vienciems      | Gūtenmorgens                       | LTV телепроект                                    |
| 2016 | То, что никто не видит        | Доктор Кауфман                     |                                                   |
| 2016 | Magic Kimono                  | TV директор                        | съемки окончены, релиз намечен на весну 2017 года |
| 2017 | Нелюбовь                      | Антон                              |                                                   |
| 2017 | Nameja gredzens               |                                    | в процессе съемки                                 |
| 2017 | Сын                           | Тимо Куусинен                      | фильм на основе телесериала                       |